# Active Life: Outdoor Challenge
Active Life: Outdoor Challenge (Family Trainer: Athletic World en Japón y Family Trainer en Europa) es un videojuego para la Wii producido por Bandai Namco Games. Los jugadores utilizan una alfombra similar al Power Pad junto con el mando de Wii para completar una serie de minijuegos. El juego es comparable a Wii Fit. Desde el 30 de enero de 2009, el juego ha vendido un millón de copias en todo el mundo. Una secuela, titulada Active Life: Extreme Challenge, salió a la venta el 11 de agosto de 2009.

## Juego
Active Life: Outdoor Challenge es un juego de fitness controlado por una alfombra en el suelo que responde al movimiento de las manos o de los pies en zonas específicas de la alfombra. El juego tiene múltiples estilos de control, que varían según el juego. La alfombrilla que se utiliza para controlar el juego tiene un total de 10 botones, cada uno de ellos con diferentes propósitos. En el centro de la alfombra hay dos botones cuadrados, uno naranja y otro azul. Estos botones se utilizan en la mayoría de los juegos para los movimientos básicos, como saltar o correr. Hay 6 flechas rodeando cada lado de la alfombra, 3 naranjas y 3 azules. Estos botones se utilizan principalmente para el movimiento direccional en los juegos para un solo jugador, y para correr en los juegos para dos jugadores. La alfombra también cuenta con un botón de más y menos a cada lado de la alfombra. Estos botones sirven esencialmente para navegar por los menús sin tener que coger el mando, así como para pausar el juego. 
El juego cuenta con muchos minijuegos, divididos en dos categorías, y 3 modos principales por categoría. Las dos categorías son juegos para un solo jugador y juegos para dos jugadores.

## Recepción
El juego recibió críticas mixtas, recibiendo un 69 de 100 en Metacritic. Louis Bedigian en Gamezone le dio un 5 sobre 10, afirmando que "aunque el juego es exitoso en algunas áreas y francamente creativo en otras, Active Life: Outdoor Challenge no es la forma más entretenida o beneficiosa de ponerse en forma". Nintendo World Report hizo una reseña del juego, diciendo que "es un comienzo muy prometedor de una serie y un gran complemento de Wii Fit".